# Parafia Przemienienia Pańskiego w Poświętnem
Parafia pw. Przemienienia Pańskiego w Poświętnem – rzymskokatolicka parafia należąca do dekanatu Łapy, diecezji łomżyńskiej, metropolii białostockiej. Parafię prowadzą księża diecezjalni.

## Historia
Parafia została erygowana w 1808 roku.

## Obszar parafii
W granicach parafii znajdują się miejscowości:

- Poświętne,
- Brzozowo-Antonie,
- Brzozowo-Chabdy,
- Brzozowo-Chrzczony,
- Brzozowo-Chrzczonki,
- Brzozowo-Korabie,
- Brzozowo-Muzyły,
- Brzozowo-Panki,
- Brzozowo-Solniki,
- Brzozowo Stare,
- Chomizna,
- Daniłowo Duże,
- Daniłowo Małe,
- Dzierżki,
- Dzierżki-Ząbki,
- Gąsówka-Oleksin,
- Gąsówka Stara,
- Gołębie,
- Grochy,
- Kamińskie Jaski,
- Kamińskie Ocioski,
- Kamińskie Pliszki,
- Kamińskie Wiktory,
- Zdrody Stare.

## Kościół parafialny
Poświętne - kościół parafialny pw. Przemienienia Pańskiego, 1906 r.

## Kościoły filialne i kaplice
- Brzozowo Stare - kościół filialny pw. Matki Bożej Nieustającej Pomocy, 1987 r.
- Daniłowo Duże - kościół filialny pw. św. Maksymiliana M. Kolbego, 1983 r.